# Earomyia longistylata
Earomyia longistylata är en tvåvingeart som beskrevs av Mcalpine 1956. Earomyia longistylata ingår i släktet Earomyia och familjen stjärtflugor.
Artens utbredningsområde är Oregon. Inga underarter finns listade i Catalogue of Life.